# Rob van Gennep
Robert Onslow (Rob) van Gennep (Den Haag, 5 mei 1937 - Amsterdam, 13 april 1994) was uitgever, boekhandelaar en oprichter van een modern antiquariaat in Amsterdam.

## Leven en werk
Rob van Gennep werd op 5 mei 1937 in Den Haag geboren. Zijn tweede voornaam, Onslow, is mogelijk een verbastering van de achternaam van zijn overgrootmoeder, Van Onselen. Zijn moeder heette Johanna de Waal. Vader Herman van Gennep werkte bij de technische handelsmaatschappij Hollinda. In 1938 verhuisde het gezin naar een nieuwbouwhuis in Wassenaar, waar Rob enkele jaren het Rijnlands Lyceum bezocht. Van Gennep maakte zijn school (hbs) af in 1955 in Meppel, waar hij bij een pleeggezin was ondergebracht. In 1956 ging Van Gennep in militaire dienst, waar hij het tot officier bij de luchtmacht schopte. In 1960 studeerde hij korte tijd sociale wetenschappen aan de Universiteit van Amsterdam.
In 1962 begon Van Gennep samen met Jaap Jansen en Johan Polak uitgeverij Polak & van Gennep. In 1959 hadden zij met dichter annex reclameman Martin Veltman het literaire tijdschrift Cartons voor letterkunde opgericht, waarin veel later bekend geworden schrijvers en dichters debuteerden.
De uitgeverij was midden jaren zestig van de twintigste eeuw een begrip in links-intellectuele kring.  Er verschenen prachtig vormgegeven boeken van dichters als Herman Gorter en J.C. Bloem, maar ook zogenaamde quality paperbacks met moderne binnen- en buitenlandse literatuur. Later kwamen daar ook links-politieke boeken bij, onder meer in de reeks Kritiese Bibliotheek. Met het pamflet  Tien over rood stond de uitgeverij in 1966 aan de wieg van de beweging Nieuw Links in de Partij van de Arbeid.
In 1968 gingen Polak en Van Gennep uit elkaar vanwege onoverbrugbare zakelijke en politieke inzichten. Polak ging door onder de naam Athenaeum - Polak & Van Gennep, Van Gennep stichtte met financiële steun van Polak en van 500 particuliere aandeelhouders Uitgeverij en boekhandel Van Gennep, die hij samen met Jaap Jansen leidde. De eerste jaren maakte de uitgeverij vooral naam met 'linkse' boeken, onafhankelijk van enige politieke stroming en emanciperend van aard.
Begin jaren tachtig sloeg de uitgeverij weer een literaire richting in. Van Gennep introduceerde hier onder meer de Zuid-Afrikaan Breyten Breytenbach en de Hongaarse schrijvers György Konrad en Peter Nadas.
Na Van Genneps dood is de uitgeverij enige tijd samengegaan met de Wereldbibliotheek, maar is nu weer zelfstandig.

## Persoonlijk
Van Gennep trouwde op 28 mei 1962 in Amsterdam met programma- en documentairemaakster Hedda Ly Postma (1929-2017). Zij werden de ouders van een zoon. Daarnaast werd hij de stiefvader van Postma's zoon Jaap Goudsmit en van haar dochter uit een relatie met Lies Westenburg.